# Hans Eugen Frischknecht
Hans Eugen Frischknecht (* 8. Mai 1939 in St. Gallen) ist ein Schweizer Komponist, Organist, Chorleiter und Cembalist.

## Leben
Hans Eugen Frischknecht diplomierte nach der Matura als Klavierlehrer des Schweizerischen Musikpädagogischen Verbandes (SMPV). Er studierte von 1959 bis 1962 Komposition bei Boris Blacher, Kontrapunkt bei Ernst Pepping, Orgel (Abschlussprüfung) bei Michael Schneider und Zwölftonmusik bei Josef Rufer an der Akademischen Hochschule für Musik in Berlin. Von 1962 bis 1964 setzte er seine Ausbildung bei Olivier Messiaen (Analysekurse), in Orgel bei Gaston Litaize und in Cembalo bei Robert Veyron-Lacroix am Conservatoire de Paris fort. Bis 1969 studierte er dann Musiktheorie (Lehrdiplom) bei Theo Hirsbrunner und Jörg Ewald Dähler am Berner Konservatorium.
Als Organist und Cembalist gab er Konzerte in Europa und den USA. Von 1964 bis 2002 war er Organist und Chorleiter an der evangelisch-reformierten Johanneskirche im Berner Quartier Breitenrain. Im Jahr 1970 gründete er und übernahm die Leitung der IGNM-Vokalsolisten Bern. Er dirigierte u. a. 1980 die Uraufführung des Madrigals von Manfred Trojahn. Von 1983 bis 2003 unterrichtete er Improvisation und Theorie an der Hochschule der Künste Bern in Biel.
Frischknecht war von 1977 bis 1988 Präsident des Stadtverbandes Bern der Internationalen Gesellschaft für Neue Musik (IGNM). Er wirkte von 1978 bis 1990 als Präsident des örtlichen Schweizerischen Musikpädagogischen Verbandes (SMPV) in Bern. Er war zudem langjähriger Präsident der Präsidentenkonferenz des SMPV. 2002/03 war er Gründungsmitglied der Konzertreihe L’art pour l’Aar in Bern.
Er komponierte neben Orgel-, Klavier- und Cembalostücken vor allem kammermusikalische und Chorwerke. Sie wurden in Europa und den Vereinigten Staaten u. a. vom Sinfonieorchester St. Gallen und dem Ensemble Sortisatio aufgeführt.
Beim "Bund deutscher Orgelbaumeister" ist ein "Lexikon der Stimmungen" publiziert (Suchmaschine: ORGELBAUMEISTER STIMMUNGEN).
Frischknecht ist mit der Organistin Eliane Kneuss verheiratet und lebt in Muri bei Bern.

## Auszeichnungen
- 1964: Premier Prix der Classe d’Analyse am Conservatoire de Paris
- 1971: Erster Preis beim St Albans International Organ Festival in England

## Werke

### Orchestermusik
- Farben (1978) für Sinfonieorchester
- Orgorchestra (1990) für Orgel und Orchester
- Musik (2006) für 15 Bläser
- Concerto 1 (2013) für 18 Orchesterinstrumente

### Kammermusik
- 3 Stücke für Kleincembalo (1963)
- Komposition für Oboe und Orgel (1964)
- Streichquartett (1964)
- 5 Stücke für Flöte und Orgel (1965)
- Duo für Klarinette und Violine (1966)
- Komposition für Violoncello und Orgel (1967)
- Trio für Flöte, Oboe und Cembalo (1967)
- Klaviermusik in 5 Teilen (1968)
- Komposition für Violine und Klavier (1968)
- Für zwei (1970) für 2 Klaviere oder Klavier vierhändig
- Komposition für Flöte, Klarinette und Tonband (1971)
- Spielmusik für alte Instrumente (1973) für 3 Blockflöten, 2 Gamben, Posaune und Positiv
- Entwicklung (1977) für Cembalo
- Fantasia für Violine, Schlagzeug und Orgel (1980)
- Rondeau für Flöte und Gitarre (1981)
- Komposition für 2 Trompeten und Orgel (1984)
- Klanggruppierungen (1984) für 3 Flöten, 2 Klarinetten, Trompete, Posaune und Klavier vierhändig
- Impulse für Klarinettenensemble (1986) für 5 Klarinetten und 2 Bassklarinetten
- Dis-Kon (1988) für vier Posaunen
- Labikiel (1990) für Flöte und Cembalo
- Wettspiele für zwei Violinen (1990)
- Stereophonie (1991) für 5 Querflöten
- Trio für Klarinette, Violoncello und Klavier (1993)
- Clav-Cemb (1994) für 2 Cembali
- Flöten im Raum (1996) für 2 Piccolos, 9 Flöten und 3 Altflöten
- Oktett für drei Bläser und fünf Streicher (1996) für Klarinette, Fagott, Horn, Streichquartett und Kontrabass
- Actions – Réactions (1998) für Schlagzeug und Orgel
- Quintett (1999) für Flöte, Klarinette, Violine, Violoncello und Klavier
- 5 Bilder für Cembalo (2000)
- 5 Bilder für Querflöte (2000)
- FanSolSi (2001) für Klavier
- 4 Stücke (2001) für Violine und Orgel
- 4 Stücke (2002) für Violine und Klavier
- FanSolSi (2002) für Violine
- FanSolSi (2003) für Horn
- 4 Stücke (2003) für Violine und Klavier
- Quartett (2005) für Flöte und drei Streicher
- 4 Stücke (2005) für Trompete und Orgel
- 4 Bilder (2005) für Schlagzeug
- 18 Bilder (1988–2006) für Klavier
- Saiten – Pfeifen (2007) für Harfe und Orgel
- Klee-Impressionen (2008). 7 kurze Stücke für Oboe (Englischhorn), Fagott, Viola und Gitarre
- Stereophonie (2009) für 5 Trompeten
- Amorgviola (2009) für Viola d'amore und Orgel
- Quartett (2009) für Traversflöte, Barockvioline, Barockfagott und Cembalo
- Lupoforte (2013) für Quintett
- FanSolSi (2014) für Gitarre
- FanSolSi (2014) für Saxophon
- FanSolSi (2016) für Akkordeon
- Trio (2017) für Flöte, Viola und Harfe
- Ganzton durch 16 (2017) für ein Sechszehnteltonklavier
- Percutrio (2018) für 3 Schlagzeuger
- FanZweiSi (2020) für Klavier vierhändig
- Saiten-Saiten (2020) für Harfe und Klavier
- FanSolSi (2020) für Violoncello
- Gravitätisch-leichtfüssig (2021) für Klarinette und Streichtrio
- Zweites Streichquartett (2022)
- FanSolSi (2022) für Fagott

### Orgel
- 5 Praeambeln für Orgel (1961)
- Fantasie (1962) für Orgel
- Monodie (1963) für Orgel
- Kristallisationen (1964) für Orgel
- Leises für Gesinchen (1966) für Orgel
- Suite (1967) für Orgel
- Es ist ein Wort ergangen (1972) für Orgel
- Tonal – Atonal (1977–1984) für Orgel
- Fragend (1977) für Orgel
- Verflechtungen (1984) für zwei Orgeln
- Farbschimmerungen I (1987) für Orgel
- Orgelskizzen (1988)
- Farbschimmerungen II (1989) für Orgel
- Zwei Soli mit einem ruhigen Intermezzo (1991) für Orgel
- 5 liturgische Stücke (1974–1993) für Orgel
- Zwei erweiterte Orgelskizzen (1993)
- Gleich - Ungleich (1994) für Orgel
- 5 einfache Stücke in neuen Notationsarten (1997) für Orgel
- 4 Stücke (1997) für 24-Ton-Orgel
- Organo pleno (2000) für Orgel solo
- Sesquialtera (2000) für Orgel solo
- Nov–Org II/III (2005) 9 Bilder für dynamische Orgel
- Nov-Org IV (2012) für normale mit dynamischer Orgel
- FanSolSi (2013) für Orgel
- 3 Stücke (2014) für ein Orgelpositiv
- 6 Bilder (2008–2016) für eine grosse Orgel

### Chormusik
- Psalm 146 (1970) für dreistimmigen Chor und Orgel Bibel
- Stimmen-Saiten (1976) für Frauenchor und ein Klavier mit 4 Spielern.
- Ohn-Mächtige (1980) für neunstimmigen Chor. Text: Hans Eugen Frischknecht
- «Jehan Alain, Facteur d’orgue» (1996) für gemischten Chor. Text: Jehan Alain
- Psalm 113 (1997) für dreistimmigen Chor und Orgel oder Klavier
- Sprungbrett (1999) für Frauenchor, 2 gemischte Chöre, 4 Chorgruppen (Frauenstimmen), 2 Chorgruppen (Männerstimmen), Klavier vierhändig, 2 Schlagzeuger, 2 Trompeten, 2 Posaunen, 6 Flöten, 2 Violoncelli, 2 Violinen, klingende Metall-Stäbe.
- Dona nobis pacem (2000) für gemischten Chor. Text: Bibel
- So benötigt der Friede dich (2001) für gemischten Chor
- Kantone (2005) für Frauenchor oder Jugendchor

### Vokalmusik
- rosa loui (1969). 7 Lieder für Alt und Klavier. Text: Kurt Marti
- Quadripartitum (1969) für 2 Singstimmen, Klavier, Celesta und Schlagzeug
- Vokalisationen (1975) für 5 Singstimmen
- De l’Australopithèque à l’homme (1986) für Stimme und Klavier. Text: Gudrun Rhyming
- Psalm der Hoffnung (1988) für Sopran, Oboe und Orgel
- Psalm der Hoffnung (1988) für Sopran, Klarinette und Klavier
- Eine neue Schöpfungsgeschichte (1994) für 12 Singstimmen. Text: Südamerikanische Texte
- Psalm der Hoffnung (1988) für Sopran, Oboe und Klavier
- 5 Impressionen zur Apokalypse (2007) für Sopran, Flöte, Schlagzeug und Orgel. Text: Regula Riniker
- D Bewegig – Schmärz (2008) für eine singende Violinistin. Text: Guy Krneta
- Psalm der Hoffnung (2011) für Sopran, Flöte und Klavier
- Eurokürzel (2011) für 8 weibliche Singstimmen
- L'exilé (2014) für Mezzosopran und Klavier oder Orgel. Text: Max Alhau

### Synthesizer
- Color Chart (1988) für Synthesizer

### Blasmusik
- Konfrontationen (1975)
- Raum-Klänge (1983) für Brassband
- Klangschichten (1988) für Blasorchester

### Musik für Laien
- Wettspiele (1971) für 2 junge Cellisten
- Impulse (1986) für Klarinettenensemble
- Ein Haus voller Klaviere (1990) für 24 Klaviere
- Wettspiele (1990) für 2 Violinen
- Stereophonie (1991) für 5 Querflöten
- Stereophonie (2009) für 5 Trompeten
- Stereophonie (2017) für 5 Blockflöten
- Violinen drei klein (2019) für 3 Violinen
- Stereophonie (2019) für 5 Violinen
- Stereophonie (2019) für 4 Harfen
- Rund um das Klavier (1977 bis 2020) für mehrere Klavierspieler
- Stereophonie (2022) für 6 Klarinetten

## Diskografie (Auswahl)
- Politische Musik - geistliche Musik (Classic 2000, 2009)
- Orgellandschaft Bern (Müller&Schade, 2022)
- Music for  special organs (Neos, 2019)
- Orgelmusik quer durch das 20. Jahrhundert (Müller&Schade, 1999)
- Orgel Gümligen (Müller&Schade, 2004)
- Hans Eugen Frischknecht, Orgel (Pro Viva, 1992)

## Schriften (Auswahl)
- Rhythmen und Dauerwerte im Livre d’Orgue von Olivier Messiaen. In: Musik und Gottesdienst 22 (1968) 1, S. 1–12.
- Kirchenmusik auf falschem Weg. In: Musik und Gottesdienst 22 (1968) 1.
- Jugend und Avantgarde. In: Schweizerische Musikzeitung 116 (1976) 4, S. 273–277.
- Die geistliche Musik von Olivier Messiaen. In: Musik und Gottesdienst 32 (1978) 6, S. 189–199.
- Vergleichende Musiktheorie. In: Schweizerische Musikzeitung 119 (1979) 5, S. 262–268.
- Wie laut soll eine Orgel sein. In: Musik und Gottesdienst 34 (1980) 5. S. 157–164.
- Komponist – Elfenbeinturm – Laie. In: Neue Musik für Jugendliche und Laien (1980), S. 23–26.
- Sätze zu Chorälen des Kirchengesangsbuches. In: Musik und Gottesdienst 43 (1989) 3. S. 126.
- Geistliche Musik und Orgelmusik der letzten Jahre. In: Musik und Gottesdienst 44 (1990) 5. S. 233–247.
- Zum Gedenken an Olivier Messiaen. In: Musik und Gottesdienst 46 (1992), S. 273.
- Verbotsliste für Komponisten am Ende des 20. Jahrhunderts. In Dissonanz 44 (1995), S. 37–40.
- Abriss der Musikgeschichte seit 1945. Ein Leitfaden für Musikstudierende. In: Schweizer Musikpädagogische Blätter 85 (1997) 2, S. 84–88. (Digitalisiert; PDF; 157 kB)
- Die Rosinen aus den Kantionalsätzen herausgenommen. In: Musik und Gottesdienst 55 (2001) 3, S. 52–56.
- Von der römischen Windlade zur Viertelton-Orgel. Streifzüge durch den schweizerischen Orgelbau. In: Musik & Kirche 74 (2004), 1, S. 26–33.
- Ein oder mehrere Achtfüsse? In: Musik und Gottesdienst 62 (2008) 1, S. 18–23. (Digitalisiert)
- Potential und Grenzen einer musikalischen Sprache. Olivier Messiaens «Modes à transpositions limitées» unter der Lupe. In: Dissonanz 104 (2008), S. 32–34.
- Im Unterricht bei Olivier Messiaen. In: Musik und Liturgie, (2021) 3. S. 14–17.